# كامبل نيومان
كامبل نيومان (بالإنجليزية: Campbell Newman)‏ هو مهندس مدني ومهندس وسياسي أسترالي، ولد في 12 أغسطس 1963 في أستراليا. حزبياً، نشط في الحزب الوطني الليبرالي في كوينزلاند.

## مناصب
- انتخب Lord Mayor of Brisbane [الإنجليزية]‏ (27 مارس 2004 – 3 أبريل 2011).
- انتخب Premier of Queensland [الإنجليزية]‏ (26 مارس 2012 – 14 فبراير 2015).
- انتخب عضو المجلس التشريعي ولاية كوينزلاند عن دائرة Electoral district of Ashgrove [الإنجليزية]‏ (24 مارس 2012 – 31 يناير 2015).
- انتخب عمدة.